# عمارت شهرداری رودسر
عمارت شهرداری رودسر مربوط به دوره پهلوی اول است و در رودسر، در ضلع جنوب غربی مجموعه میدان شهرداری واقع شده و این اثر در تاریخ ۲ بهمن ۱۳۸۲ با شمارهٔ ثبت ۱۰۷۸۵ به‌عنوان یکی از آثار ملی ایران به ثبت رسیده‌است.
این عمارت در دو طبقه ساخته شده و تزیینات دیواره‌ی شمال شرقی و پله‌های وسیع موجود در سرسرای اصلی، برج ساعت متناسب، از ویژگی‌های عمارت شهرداری رودسر هستند.
این عمارت یکی از نه ساختمانی هست که در مجموعه میدان شهرداری رودسر واقع شده است.شایان ذکر است این مجموعه، کامل ترین مجموعه ی میدان رضاشاهی در شمال کشور است که شامل نه ساختمان اداری ِ شهرداری،ثبت احوال،پست و تلگراف،دارایی،شهربانی،دادگاه،ثبت اسناد و املاک، ژاندارمری و فرهنگ می باشد و به سبک معماری آلمانی و با ویژگی ِ تمرکز کلیه ی ادارات دولتی در یک کُلُنی یا مجموعه ساخته شده است. هر یک از این ساختمان ها دارای گچ بری های زیبا و منحصر به فرد بوده و به عنوان یکی از جاذبه های تاریخی جذاب و دیدنی شهر رودسر شمرده می شوند.